# گرترود داگسبورگ

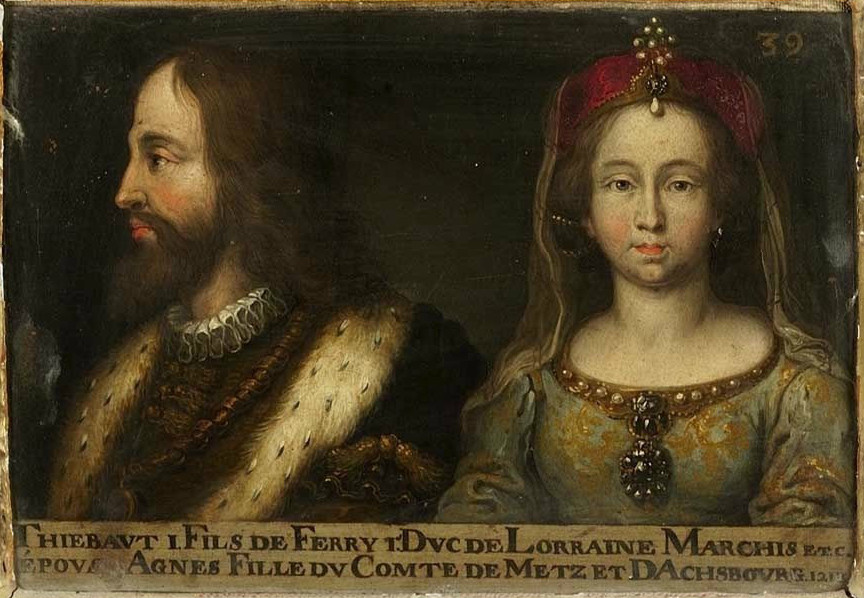
پرتره‌ای از تئوبالد و گرترود در یک نقاشی که در قرن هفدهم کشیده شده‌است

گرترود داگسبورگ (متوفی در ۳۰ مارس ۱۲۲۵) کنتس سلطنتی متز و داگسبورگ بین سال‌های ۱۲۱۲ تا ۱۲۲۵ بود. او همسر و معشوقه تئوبالد چهارم بود.
او دختر و وارث آلبرت دوم، کنت متز و داگسبورگ محسوب می‌شد.

## زندگی
نام گرترود از نام مادرش، گرترود بادن، دختر هرمان سوم و مارگرو بادن گرفته شد. تاریخ تولد او در حدود مه ۱۲۰۵ ذکر شده‌است. در آن زمان مادرش در سن ۵۲ سالگی قرار داشت. برخی منابع نیز تاریخ تولد او را ۱۱۹۰ ذکر کرده‌اند.
طبق گزارش‌های تاریخی، گرترود در سال ۱۲۱۲ پس از مرگ پدرش به عنوان یک کنتس جانشین پدرش شد، در آن زمان او قبلاً با تئوبالد ازدواج کرده بود که به زودی قرار بود دوک لورن شود (۱۲۱۳). نامزدی آنها در سپتامبر ۱۲۰۵ اتفاق افتاد، احتمالاً زمانی که او نوزادی بیش نبوده‌است. در ازدواج او، شوهرش اداره ارث او را بر عهده می‌گرفت، اما شوهرش در اوایل سال ۱۲۲۰ بدون داشتن فرزندی درگذشت. در ماه مه ۱۲۲۰ او برخلاف میل امپراتور فردریک دوم با تئوبالد چهارم که فقط یک نوجوان بود ازدواج کرد. در سال ۱۲۲۲ تئوبالد او را به دلیل عقیمی طلاق داد کرد. در سال ۱۲۲۴ برای سومین بار ازدواج کرد. او با سیمون سوم، کنت لاینینگن ازدواج کرد، اما در عرض یک سال پس ازدواجش با سیمون درگذشت. او در صومعه استورزلبرون به خاک سپرده شد و شوهرش میراث او را به ارث برد.

## کارها
گرترود احتمالاً همان دوشس لورن است که دو غزل به زبان فرانسه باستان سروده‌است. یکی از آنها با نام "Un petit avant le jour" در منابع متعددی یافت می‌شود، که برخی از آنها با نت موسیقی همراه هستند. دیگری فقط در نسخه خطی "CH-BEsu MS 389" در کنار "Un petit avant" یافت می‌شود. شماره شناسایی این غزل‌ها "R1640" و "R1995" است.